# Hjalmar och Hulda
"Hjalmar och Hulda", även känd som "På blomsterklädd kulle satt Hjalmar och qwad", är ett svenskt skillingtryck. Visans text är skriven av Wilhelmina Stålberg. Melodins ursprung är okänt. Den publicerades första gången 1839 och på nytt 1843, då för första gången med titeln "Hjalmar och Hulda". Den kom första gången ut som skillingtryck 1856. 
Visan handlar om Hjalmar, som blivit lovad trohet av sin käresta Hulda. Hon lyckas dock inte hålla sitt löfte medan Hjalmar är ute och strider i kriget.